# 玉华洞
玉华洞位于中国福建省三明市将乐县城东南5千米的天阶山下，面积43平方公里，是福建省最大的溶洞。玉华洞主要是由沉积的石灰岩经地壳抬升和流水冲刷、溶蚀和切割而成，其洞内岩石光洁如玉、华光四射，因而得名。 因其喀斯特岩溶地貌景观和保护完好的山峰植被，玉华洞风景区被列为第四批国家重点风景名胜区。

## 历史
北宋理学家杨时曾为玉华洞赋诗，称其“混沌凿开幽窍远，巨灵分破两峰青”。明代御史杨四知亲笔书写“别有洞天”四个大字，刻于洞口岩石之上，并捐俸建“漱玉亭”于洞口。明代著名地理学家徐霞客曾于崇祯元年（1628年）三月漫游玉华洞，记录下“石色或白或黄，石骨或悬或竖”，将此洞与江苏宜兴张公洞比较，认为此洞“眩巧争奇，遍布幽奥，而辟户更拓。”

## 概况
玉华洞是通道和厅堂联合式溶洞，进口为“一扇风”，风声不止，出口是“五更天”，可以使人体验到由昏暗转为光亮的景色，内总长6公里，共有一百六十多个景点。共有两条通道，由藏禾、雷公、果子、黄泥、溪源、白云六个洞厅，和石泉、井泉、灵泉三条宽1-3米的小阴河组成。 其中藏禾洞洞体曲折蜿蜒，雷公洞洞顶平整、洞体宽敞，果子洞石柱和石钟乳发育旺盛，黄泥洞是由暗河和水气侵蚀而成的穹形洞体，溪源洞流水侵蚀痕迹丰富，白云洞洞底散布着巨大石块，显示着重力坍塌使得洞厅扩展的历程。1997年建设部专家考察玉华洞时指出：玉华洞是一个年轻的石灰岩溶洞，正处于成长发育期。玉华洞山顶的植被保护，在全国是最好的。
玉华洞前后洞口及洞内的岩壁上，保存着历代题刻共登记17幅，已被列为第八批福建省文物保护单位。其中宋代3幅、元代1幅、明代6幅、清代2幅、民国5幅。题刻共分摩崖石刻、碑刻和墨书三种。其中民国题刻注明“永禁烧凿”为全国溶洞首见。 离玉华洞不远处还有岩仔洞遗址。

## 图集
- 玉华洞国家重点风景名胜区碑
- 徐霞客雕像
- 洞内景观
- 入口
- 出口